# Петросян, Тигран Самвелович
Тигран Самвелович Петросян (1975—2000) — криминальный авторитет.

## Биография
Тигран Петросян родился 15 февраля 1975 года в городе Каджаран Армянской ССР. Занимался боксом. В 1990 поступил в Ленинградское суворовское военное училище , однако вскоре на соревнованиях по боксу получил травму головы, после которой стал страдать нарушениями речи и координации, из-за чего был комиссован и отчислен из СВУ.
В начале 1990-х годов Петросян объединил в преступную группировку ряд спортсменов в Смоленске. По некоторым данным, он был прислан в город от московских воров в законе в качестве смотрящего за «общаком» и городом. За год группировка, возглавляемая Петросяном, смогла потеснить несколько конкурентных групп и занять высокое положение в смоленской криминальной иерархии.
По оперативным данным правоохранительных органов, группировка начинала с грабежей и убийств водителей на трассе Москва — Минск, позднее стала заниматься рэкетом, торговлей наркотиками, заказными убийствами. В 1992 году Петросян и несколько его сообщников были задержаны по подозрению в совершении разбойного нападения на фирму «Катран», где сам авторитет числился охранником. Во время нападения работник фирмы сорвал маску с одного из грабителей, в котором узнал Петросяна. Расследование дела было поручено следователю Смоленской прокуратуры Сергею Колесникову, который не нашёл в действиях Петросяна и его сообщников состава преступления.

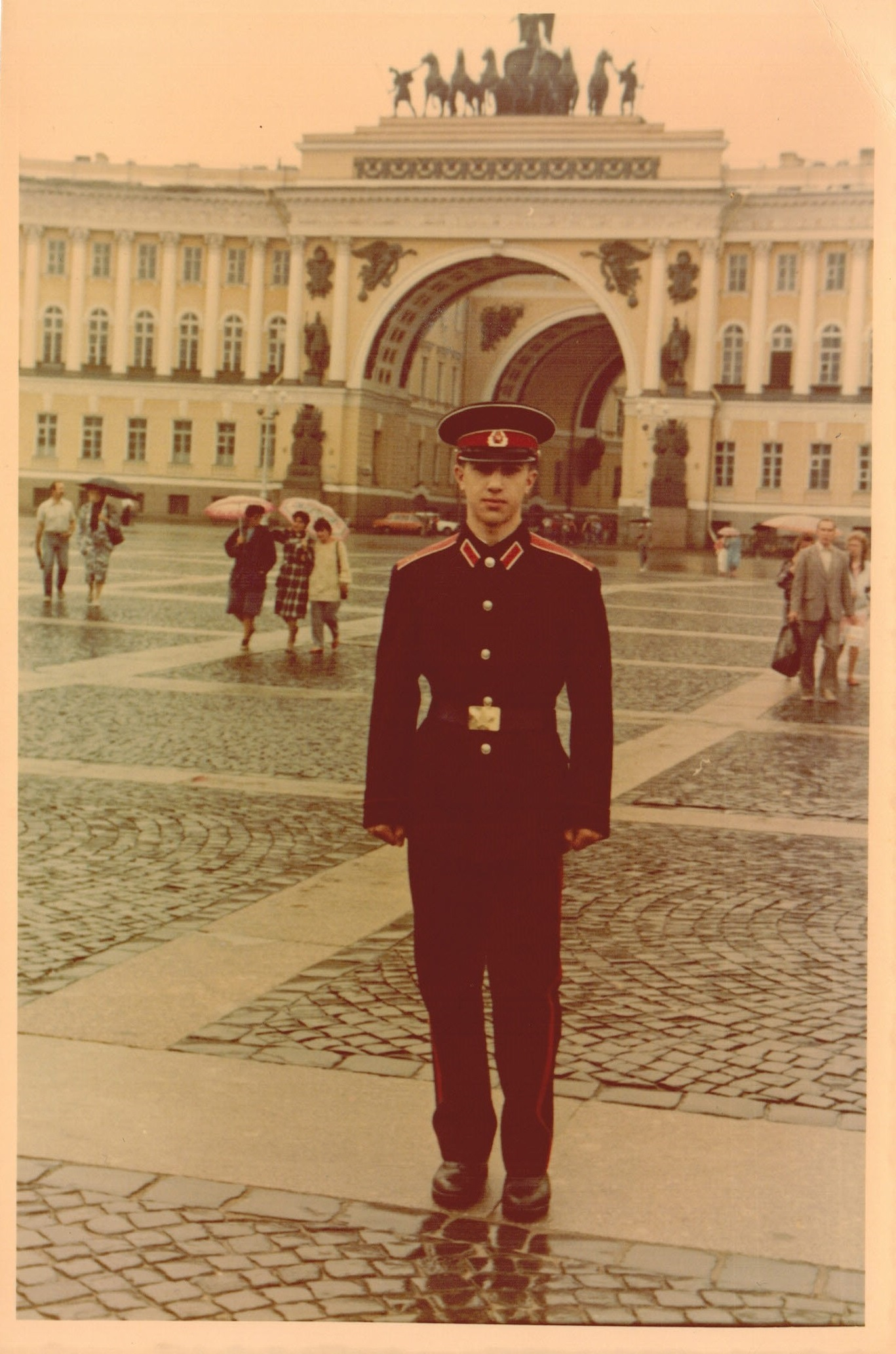
Суворовец Тигран Петросян (1991)

В 1992—1996 годах Петросян многократно задерживался сотрудниками правоохранительных органов по подозрению в совершении ряда преступлений, однако его дела, постоянно попадавшие к следователю Колесникову, всегда прекращались за отсутствием состава преступления. Так, 30 августа 1996 года Петросян вместе со своим другом Игорем Ниловым был задержан сотрудниками милиции, при задержании попытался скрыться на своём автомобиле «ВАЗ-21099». В багажнике машины обнаружены 9 пистолетов с глушителями и боеприпасами, а также чёрные маски. Дело было прекращено. Через год, 12 апреля 1997 года, сотрудники патрульно-постовой службы преследовали Петросяна, стрелявшего из автомата по машине, в которой находился смоленский бизнесмен, и задержали Петросяна в одном из подъездов. Несмотря на результаты экспертизы, которая показала, что масляные и пороховые следы на руках и одежде Петросяна идентичны с маркой масла автомата, который он выбросил, перед тем как забежать в подъезд, следователь Сергей Колесников вновь прекратил дело.
В 1998 году Колесников уволился из прокуратуры и стал руководителем крупного смоленского предприятия по изготовлению алкогольных напитков «Бахус». По оперативным данным, предприятие находилось под контролем группировки Петросяна. Впоследствии Колесников был избран депутатом Смоленской областной думы и был убит после ряда покушений в 2000 году.

## «Белая стрела»

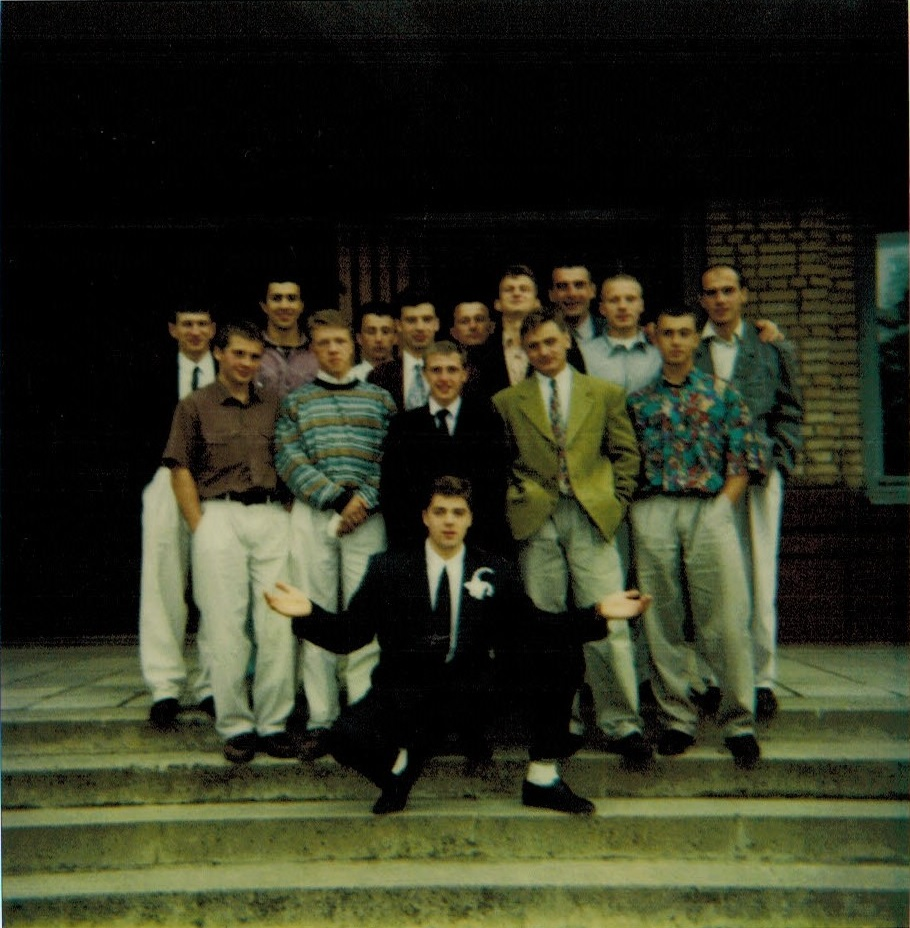
Тигран на свадьбе друга

Петросян получил известность как человек, придумавший миф о тайной организации «Белая стрела», созданной в недрах силовых структур, которая якобы занималась физическим устранением представителей криминальных кругов без суда и следствия. В конце 1990-х годов пропали без вести входившие в ближайшее окружение Петросяна Игорь Нилов и Юрий Трусов, труп которого со следами пыток был обнаружен 11 февраля 1997 года в подвале заброшенного дома в деревне Анастасьино. Авторитет подозревал в организации их убийства сотрудников спецслужб. Вскоре задержанный за мелкое правонарушение бизнесмен Андрей Халипов написал на имя прокурора Смоленской области Виктора Заболоцкого заявление, где утверждалось, что убийство Нилова и Трусова организовал лично начальник Смоленского управления по борьбе с организованной преступностью Александр Ломтиков. Допрос Халипова проводил следователь областной прокуратуры Валерий Ивченков (убит неизвестным киллером 18 июня 2007 г.). В январе-феврале 1999 года сотрудниками Управления ФСБ по Смоленской области были арестованы и заключены в следственный изолятор ФСБ по обвинению в похищении людей и совершении шести убийств сотрудники СОБР Владимир Залесский, Сергей Камбулатов, замкомандира СОБР Вячеслав Попов и начальник взрывотехнического отделения смоленского ОМОН майор милиции Александр Железняков, а через некоторое время — начальник отдела по борьбе с бандитизмом, преступными группировками и сообществами УБОП Владимир Ходченков и сам начальник УБОП Александр Ломтиков. Вместе с названными офицерами МВД был арестован замдиректора частного охранного предприятия Алексей Конарев, как выяснилось уже после его гибели (в результате подрыва автомашины 22 января 2007 г.), — действующий майор ГРУ. Помимо убийства Нилова и Трусова арестованным вменялось в общей сложности ещё как минимум 12 эпизодов такого рода внесудебных расправ с лидерами и членами ОПГ. Впоследствии, с подачи прокуратуры области во главе с В. В. Заболоцким, периодически задерживались другие бывшие и действующие сотрудники смоленской милиции.
К тому времени Петросян вновь находился в следственном изоляторе, арестованный за вымогательство. В этот период он неоднократно давал интервью журналистам, рассказывая, что ему удалось остановить нарушения законности правоохранительными органами Смоленска. Следствие по делу «Белой стрелы» длилось почти два года, однако виновность Ломтикова и арестованных вместе с ним сотрудников правоохранительных органов доказать так и не удалось. Халипов сознался, что дать показания против Ломтикова его заставили под физическим и психическим воздействием. Тем не менее в мае 2000 года заместитель Генерального прокурора России утвердил обвинительное заключение.
В октябре того же года Петросян пришёл в Смоленский УБОП и признался, что «Белая стрела» была им придумана. Своё признание он объяснил тем, что устал скрываться от правоохранительных органов и конкурентов. Вдова Петросяна Наталья рассказывала впоследствии, что вернувшись из ЦРУБОП, её супруг долго удивлялся тому, о чём его там расспрашивали:
…Ни о чём. Пустой трёп… Он долго ломал голову над вопросом, зачем же всё-таки его вызывали в ЦРУБОП… но так ничего и не мог понять. Теперь же я уверена в том, что Тиграна просто выманили из его неизвестной никому квартиры в Москве, потом проследили до дома, а через несколько дней убили.
Обвинённые в совершении тяжких преступлений сотрудники различных подразделений смоленской милиции, однако, были освобождены из-под стражи только к началу 2002 года. Уголовное преследование в их отношении Генеральной прокуратурой было приостановлено в связи «с недоказанностью». Тем не менее некоторые из причастных к т. н. делу «Белой стрелы» сотрудники УВД и их коллеги продолжали отстаивать свою полную невиновность и открыто выступать в прессе и электронных СМИ, намереваясь добиться привлечения к ответственности работников прокуратуры, по их мнению, действовавших в интересах организованного преступного сообщества, созданного Петросяном. В этот период [какой?] происходит целая череда покушений на самих бывших и действующих сотрудников УВД. Так, были убиты начальник криминальной милиции Смоленска, замначальника УВД по Смоленской области Александр Пантухов, его зять, бывший оперуполномоченный УБОП Дмитрий Прудников, застрелен майор ОМОН Александр Железняков, несколько покушений на свою жизнь пережил сотрудник СОБР Сергей Камбулатов.

## Гибель
8 июня 2000 года на Петросяна было совершено первое покушение. На территории смоленской автоколонны № 1308 несколько неизвестных легко ранили его в руку и ягодицу, застрелив при этом личного водителя Петросяна — Александра Шевцова. По показаниям сторожа автоколонны, которого нападавшие предварительно связали, надев на голову корзину для мусора, устроившие засаду на Петросяна были одеты в камуфляжную форму, а их лица скрывали балаклавы. Опасаясь за свою жизнь, авторитет переехал в Москву, где женился и взял фамилию жены, став Тиграном Олевским. Однако 5 ноября 2000 года он был застрелен киллерами из автоматов (пистолетов-пулемётов «Скорпион» с глушителями) в автомашине около своего дома на улице Маршала Катукова. Только в голову Петросяну-Олевскому попало пять пуль. Произведя в общей сложности 18 выстрелов и сделав контрольный выстрел в глаз жертве, убийцы сели в автомобиль и скрылись с места преступления. Убийство Петросяна так и не было раскрыто. Так называемый "авторитет" был похоронен на Братском кладбище Смоленска.

## В сериалах
В сериале «Белая стрела. Возмездие» (режиссёры Александр Строев, Алексей Шикин) 2015 года был некий криминальный авторитет Кулик, в исполнении актера Александра Глинского. Этот персонаж и его ОПГ долгое время враждуют с «Белой стрелой» (так, по городской легенде, распространённой в РФ в 1990-е годы, называлась якобы существующая в стране, тайно действующая организация — законспирированная правительственная спецслужба по борьбе с преступностью) и в 12-й серии нападают на её сотрудников. Но те спасаются через подземный ход, а Кулик и его люди погибают от взрыва.